# Митянино (Московская область)
Митянино — деревня в городском округе Лосино-Петровский Московской области России, входит в состав городского округа Лосино-Петровский. Население — 53 чел. (2010).

## География
Деревня Митянино расположена на северо-востоке Московской области, к северо-западу от города Лосино-Петровский, примерно в 23 км к востоку от Московской кольцевой автодороги и 11 км от одноимённой железнодорожной станции города Щёлково, по левому берегу реки Клязьмы.
В 1,5 км юго-западнее деревни проходит Монинское шоссе Р109, в 3 км к северу — Щёлковское шоссе А103, в 8 км к югу — Горьковское шоссе М7, в 13 км к северо-востоку — Московское малое кольцо А107. Ближайшие сельские населённые пункты — деревни Осеево и Савинки.
В деревне четыре улицы — Полевая, 1-й, 2-й и 3-й Полевые проезды; приписано два садоводческих товарищества (СНТ) и дачное партнёрство (ДНП).

## Население
| 1852 | 1859 | 1869 | 1899 | 1926 | 2002 | 2006 |
| ---- | ---- | ---- | ---- | ---- | ---- | ---- |
| 99   | ↗118 | ↗150 | ↘53  | ↗223 | ↘30  | ↗44  |
| 2010 |      |      |      |      |      |      |
| ↗53  |      |      |      |      |      |      |

## История
В середине XIX века сельцо Митянино относилось ко 2-му стану Богородского уезда Московской губернии и принадлежало титулярной советнице Телегиной Елисавете Михайловне, в сельце было 16 дворов, крестьян 53 души мужского пола и 46 душ женского.
В «Списке населённых мест» 1862 года — владельческое сельцо 2-го стана Богородского уезда Московской губернии по правую сторону Стромынского тракта (из Москвы в Киржач), в 20 верстах от уездного города и 8 верстах от становой квартиры, при реке Клязьме, с 17 дворами и 118 жителями (56 мужчин, 62 женщины).
По данным на 1869 год — сельцо Осеевской волости 3-го стана Богородского уезда с 27 дворами, 27 деревянными домами, запасным хлебным магазином и 150 жителями (66 мужчин, 84 женщины), из которых 7 грамотных. Количество земли составляло 156 десятин, в том числе 42 десятины пахотной. Имелось 18 лошадей, 16 единиц рогатого и 7 единиц мелкого скота.
В 1913 году — 31 двор.
По материалам Всесоюзной переписи населения 1926 года — центр Митянинского сельсовета Щёлковской волости Московского уезда в 3,5 км от Городищенского шоссе и 13,5 км от станции Щёлково Северной железной дороги, проживало 223 жителя (109 мужчин, 114 женщин), насчитывалось 39 крестьянских хозяйств, имелась школа 1-й ступени.
С 1929 года — населённый пункт Московской области в составе:
- Городищенского сельсовета Щёлковского района (1929—1941)[16],
- Осеевского сельсовета Щёлковского района (1941—1959, 1960—1963, 1965—1994)[17][18][19],
- Осеевского сельсовета Балашихинского района (1959—1960)[20][21],
- Осеевского сельсовета Мытищинского укрупнённого сельского района (1963—1965)[22],
- Осеевского сельского округа Щёлковского района (1994—2006)[19],
- городского поселения Свердловский Щёлковского муниципального района (2006 — 2018)[23][24].
- городского округа Лосино-Петровский Московской области (23.05.2018 — н.в.)[25][26].